# ダークメサイア
『ダークメサイア』（DARK MESSIAH）は、アトラスが1998年6月11日に発売したPlayStation用ホラーアドベンチャーゲーム。開発は電脳映像製作所。国外版のタイトルは『Hellnight』。

## ゲームシステム
- 異形体に遭遇せずに各ステージをクリアすること。異形体は通常歩いているが、主人公達の存在に気付くと走って追いかけてくる。主人公は武器を持っておらず、異形体と接触すると即死してゲームオーバーとなる。ただし、同行者がいて接触した場合は、同行者が死亡して主人公は逃亡できる。
- 異形体の接近を知らせる呼吸音は徐々に大きくなったり小さくなるが、奈緒美がいない時は、どの方角から聞こえているのかを瞬時に見分ける情報がない[1]。
- ステージごとに謎を解き、地上を目指していく。基本的にステージ内の扉を開けてカーソルを合わせ、その場所に合ったアイテムを使用をする事を繰り返しながら、行動範囲を増やしていく。
- 同行できるキャラクターは複数いるが一度に連れて歩けるのは一人であり、現在同行中のキャラクターが死亡しない限り次の同行者とペアを組めない。
- 同行者に残弾があれば、攻撃による撃退（正確には足止め）が可能。ただし、攻撃ボタンを押す前に異形体に接触した場合は残弾があっても同行者は死亡する。また、最初の同行者である杉浦は武器を持っていないため異形体の撃退は不可能であり、代わりに感知能力（レーダー表示）により自分たちと異形体との位置関係がある程度解かるようになっている。
- 同行者とのやりとりは「パートナーボタン」を使う。通常はダンジョンの状況や同行者の心境を伝える会話となるが、異形体に襲われた時は、同行者特有のリアクションで状況に対応する。ただし、異形体に襲われた時に同行者がいるときは、同行者から襲う[2]。
- 階を追うごとに異形体は進化し、移動速度が上がる。最終的には主人公に近い速度になり、しかも主人公は一定時間走ると疲労して動けなくなるのに対して異形体には疲労が無いため、逃げ切るのが困難になっていく。

## ストーリー
東京の地下鉄で事故が発生し、電車に乗っていた主人公の目の前に謎の生命体が突如現れる。乗り合わせていた女子高生の杉浦奈緒美と一緒に逃げるうちに、「東京メッシュ」と呼ばれる地下迷路に２人は迷い込む。地上に戻るための手段を求めてカルト教団聖なる輪の本拠地に乗り込んだ主人公たちを待っていたのは、さらに下層への転落だった。追いかけてくる影。できることは、ただ逃げることだけ。

## 舞台・組織・勢力
東京メッシュ
太平洋戦争末期、旧日本軍によって本土決戦用大規模地下司令部として極秘裏に建設された地下要塞（地下大本営）。200メートル程の厚みのある自然地盤を基礎とし、総計10メートルに及ぶモルタル・コンクリート混合体の防護壁によって、この上ない守備力を発揮する筈だった。防御のために設置されたトラップも数多く残っている。戦後忘れ去られていたがいつのまにか人が住み着き始め、今ではいくつかの街を形成するほどになっている。構造が網目状かつ多層構造であるため、住民たちからメッシュと呼ばれるようになった。地上での生活に耐えられなくなった人々や、警察の手から逃れた犯罪者、そしてカルト集団の信者たちがいる「闇の東京」でもある。常軌を逸した集団の中では、なんの異常性も持たない者こそが異端となる。メッシュとはまさにそんな場であり、暮らす人々は大なり小なり、妄執を心に包み隠している。そんな妄執まで明るみに出されている所に、外界から来た異端たる主人公とパートナーは、メッシュの流儀に冒されていく。地下鉄のトンネルから入った水路の奥に偽装された入り口がある。3階層からなり、最下層ではとんでもない施設が稼動していた。
聖なる輪
「人類の統一と融合」を教義とする教団。地上に派遣されている優秀な宣教師たちによって都市の裏側では絶大な支持を集めつつある。実は「闇なる皇子」＝「ダークメサイア」を崇拝し、復活と覚醒を求めて信者や関係のない一般人をも地下へと追い込んでいる。本拠地は東京メッシュの最深部にある。
都市
「東京メッシュ」のさらに下層にある、地球外生命体「古き者」たちが乗ってきた「植民用恒星間航行体」。「見知らせる者」によると『星間航行中に霊的エッセンスの存在を確認すると、目的世界の地表へと降着。侵食モードへと変移し、「大融合」を発動させる』。人類が生まれるはるか昔、大気圏突入直後に制御を失って現在の東京付近に落下。そのまま地中深く眠っていた。旧日本軍による「地下大本営」建設のための発掘により覚醒。「大融合」に必要な「失われた皇子の核」を求めて暗躍し始める。
異形体
地下鉄に跳ね飛ばされる直前に、ライトに照らされる瞬間があり、人間と変わりない姿をしている。姿や形状を分化させる能力は隠し切れないほど速くはない。線路上に倒れた後は、その表皮を溶かし、節足動物のような硬質の体表を持った姿となる。

## 登場人物

### メインキャラクター
同行できる人物は以下の面々である（仲間にする条件はそのタイミングにパートナーがいないことが必須条件）。
主人公
本作の主人公である男性。地下鉄事故で奈緒美と一緒に巻き込まれる事になる。
杉浦 奈緒美（すぎうら なおみ）
声 - 萩原恵美子
地下鉄事故に巻き込まれた都立高の女子高生。17歳。突然の事故に対し恐怖を感じたり不安なそぶりをみせたりするが、根は意外に芯が強くて勝気な性格。物語の進め方によっては異形体に一度連れ去られる。5歳の時に忌まわしい体験をしたことで現在でもトラウマを感じている。一定時間、異形体を無力化できる武器は、持たないキャラクターとなる。
能力 - 異形体の位置がわかる（ただし、攻撃は不可）
仲間にする条件 - 最初から同行、または東京メッシュ第1階層北西の階段室でさらわれた場合は第2階層居住区画の「やさしげなマキハラ」の部屋にて仲間になる。
神谷 京二（かみや きょうじ）
声 - 山崎優
広域指名手配中の連続無差別殺人犯。逃亡中に「東京メッシュ」に逃げ込んだ。主人公に見破られ、その口止めのため同行することになる。武器は武器商を殺害して入手したオートマチックハンドガン。主人公にも奈緒美にも自らと同じ「殺人へと駆り立てる血に飢えた黒いもの」が存在すると感じている。
能力 - 異形体に攻撃可能（弾数18発）
仲間にする条件 - 東京メッシュ第1階層北西のバー「リトルジャマイカ」か第2階層畜産区画の一室にて仲間になる。
リロイ・イワノフ
声 - 松本大
常識や科学的見地から外れた事件を解決することを請け負う多国籍企業「オーガン」所属のコマンドー。異形体の抹殺のために派遣されたが、逆に部下全員を殺害され、復讐のため「東京メッシュ」に入る。武器は「オーガン」が開発したハンドランチャー。過去にビアフラで殺害したコマンドーの娘を引き取って育てている。
能力 - 異形体に攻撃可能（弾数12発）
仲間にする条件 - 東京メッシュ第2階層開発区画の倉庫にて仲間になる。
ルネ・ロレイン
声 - 夏樹リオ
「DES通信」専属のアンダーグラウンド専門ジャーナリストであるフランス人の女性。カルト宗教「聖なる輪」を追って「東京メッシュ」に潜入しているとき、上級居住区画で主人公と出会う。「聖なる輪」信者に襲われていた主人公を助ける。武器はサブマシンガン。実は中世から悪魔の血を受け継ぐ「闇の系譜」に連なる一族であり、ルネはそんな家に反発して家を出た経緯がある。
能力 - 異形体に攻撃可能（弾数5発）
仲間にする条件 - 東京メッシュ第3階層上級居住区か大聖堂突入時に仲間になる。
さまよう者
「都市」を裏切った「機能体」。元々は他の機能体同様「都市」から生み出された「引き裂く者」という機能体だった。ところが人間との戦闘を通じて電子属性に変調をきたし、「自我」に目覚めて「さまよう者」となった。武器は掌から発する「光弾」。「都市」から存在を抹消されようとしている。
能力 - 異形体に攻撃可能（弾数8発）
仲間にする条件 - パートナーがいない状態で「都市/辺境」に到着。条件の詳細としては第3階層到着までに1人になり、第3階層でルネと合流。そして第3階層内でルネを異形体に殺されていることが条件となる。

### サブキャラクター
お宝フェチのモグラ
東京メッシュ内で鑑定屋もどきの事をしている男性。全3カ所に存在し、東京メッシュ内で手に入れたアイテムについての使い方のヒントをくれる。
処理屋のレノ
東京メッシュ内でのトラブルを解決する「処理屋」と呼ばれる稼業を営む男性。第2階層ではパーツ窃盗犯を探すため、彼に助力する事となる。
探しているスギヤ
父親の形見のヘッドホンを探している第1階層の住人。
ナチュラルなミカ
第2階層への階段室の鍵を首にかけている第1階層の住人。スギヤが探しているヘッドホンをミカに貢ぐことも可能。
お宝キングのリス
東京メッシュ内の珍品を集めている男で第2階層の住人。ナチュラルなミカの事が好きで、ミカにヘッドホンを貢いだ場合はエレベーターの部品を渡してくれる。
メカおやじのテツオ
東京メッシュに取り残された老人で、第2階層の工業区にいる。探しているスギヤとは知り合いで、スギヤにヘッドフォンを返した場合は彼がエレベーターを修理してくれる。
カジワラ少尉
東京メッシュに取り残された軍人で、第3階層の住人。第3階層でシャッターが閉じられた時には彼に話しかけると開けてくれる。
「聖なる輪」司祭
声 - 岸野一彦
カルト宗教「聖なる輪」の教祖。まるで巨大な芋虫のような異形の姿に変わっている。

## スタッフ
- 企画：藤本裕、小林祥理
- プログラム：藤原宏行、前田武史、笹木昭利、山下淳逸
- グラフィック：
  - 行澤星人、山下英二、梶野潤、武村昌美、菅野幸一
  - 杉本宏訓、大西伸治、小沢大、山田剛、仲田順子
  - 那須美登里、田辺雄大、柳本雄樹
- キャラクター・衣装デザイン：中野勢吾
- 音楽：Rick Hilman、友枝良平、慧奏、田中峰彦、和唐直樹、藤田晴美、北浦正尚
- ムービー編集：加々本裕樹、田中圭介
- スペシャル・サンクス：吉冨香織、山本晃康、津久井功貴、吉川洋道、喜渡真人、生田哲也
- プロデューサー：田中裕之
- エグゼクティブ・プロデューサー：横山秀幸

## 評価
ゲーム誌『ファミ通』の「クロスレビュー」では、7・7・7・7の合計28点（満40点）となっており、レビュアーからの肯定的な意見としては、「音と振動で恐怖を伝えるという狙い。（中略）新しい風をしっかり感じた」、「突然の敵の出現も怖いけど、そのあと敵から逃げるときのほうが断然怖い」、「個性的な世界や人物も恐怖感を増幅させる」、「カメラの揺らしとか、振動とかが、追われてる立場をうまく表現してる」などと評されているが、否定的な意見としては、「3D迷路の展開は、慣れてくると単調に感じられる」、「仲間システムには不満アリ。ひとりしか仲間にならないのはナンだ」、「謎解きは難しくないが頻繁な移動がめんどう。（中略）パートナーは入れ替えではなく選択式がよかった」、「解法を見つけだしていくのがけっこうしんどいので、ゲームにつき合わされてる感じがイヤ」などと評されている。